# Copa del Generalísimo de fútbol 1966-67
La Copa del Generalísimo de fútbol de 1966-67 fue la 63.ª edición de la competición de Copa.
El torneo comenzó el 23 de octubre de 1966 y finalizó el 2 de julio de 1967, en el Estadio Santiago Bernabéu en Madrid, resultando vencedor el Valencia C. F..

## Ronda previa

### Cuadro
| Equipo 1                          | Agr. | Equipo 2                        | Ida | Vuelta | 3er partido |
| --------------------------------- | ---- | ------------------------------- | --- | ------ | ----------- |
| C. F. Calvo Sotelo de Puertollano | 1-2  | U. D. Lérida                    | 0-1 | 1-1    |             |
| C. Atlético de Ceuta              | 2-1  | Real Valladolid Deportivo       | 2-1 | 0-0    |             |
| C. F. Badalona                    | 3-5  | C. Atlético Osasuna             | 3-3 | 0-2    |             |
| Burgos C. F.                      | 2-6  | Cádiz C. F.                     | 1-3 | 1-3    |             |
| C. D. Mestalla                    | 4-3  | S. D. Indauchu                  | 1-2 | 3-1    |             |
| C. D. Condal                      | 0-1  | R. S. Gimnástica de Torrelavega | 0-0 | 0-1    |             |
| C. D. Logroñés                    | 0-7  | Real Betis Balompié             | 0-4 | 0-3    |             |
| C. D. Tenerife                    | 4-2  | Real Murcia C. F.               | 2-0 | 2-2    |             |
| C. D. Constancia                  | 3-2  | Real Oviedo C. F.               | 2-1 | 0-1    | 1-0         |
| Real Sociedad de F.               | 2-1  | Algeciras C. F.                 | 1-1 | 1-0    |             |
| C. D. Málaga                      | 1-0  | R. C. Celta de Vigo             | 1-0 | 0-0    |             |
| Real Santander S. D.              | 5-6  | R. C. D. Mallorca               | 1-0 | 2-3    | 2-3         |
| U. P. Langreo                     | 0-5  | C. D. Castellón                 | 0-1 | 0-4    |             |
| R. C. Recreativo de Huelva        | 5-3  | A. D. Rayo Vallecano            | 2-2 | 3-1    |             |
| Real Gijón                        | 5-6  | Levante U. D.                   | 5-3 | 0-3    |             |
| C. D. Europa                      | 2-1  | Club Ferrol                     | 2-0 | 0-1    |             |

### Partidos
| Ida; 23 de octubre de 1966 | C. F. Calvo Sotelo de Puertollano | 0:1 | U. D. Lérida |  |  |

| Vuelta; 29 de enero de 1967 | U. D. Lérida | 1:1 (Global 2:1) | C. F. Calvo Sotelo de Puertollano |  |  |

| Ida; 23 de octubre de 1966 | C. Atlético de Ceuta | 2:1 | Real Valladolid Deportivo |  |  |

| Vuelta; 29 de enero de 1967 | Real Valladolid Deportivo | 0:0 (Global 1:2) | C. Atlético de Ceuta |  |  |

| Ida; 23 de octubre de 1966 | C. F. Badalona | 3:3 | C. Atlético Osasuna |  |  |

| Vuelta; 29 de enero de 1967 | C. Atlético Osasuna | 2:0 (Global 5:3) | C. F. Badalona |  |  |

| Ida; 23 de octubre de 1966 | Burgos C. F. | 1:3 | Cádiz C. F. |  |  |

| Vuelta; 29 de enero de 1967 | Cádiz C. F. | 3:1 (Global 6:2) | Burgos C. F. |  |  |

| Ida; 23 de octubre de 1966 | C. D. Mestalla | 1:2 | S. D. Indauchu |  |  |

| Vuelta; 29 de enero de 1967 | S. D. Indauchu | 1:3 (Global 3:4) | C. D. Mestalla |  |  |

| Ida; 23 de octubre de 1966 | C. D. Condal | 0:0 | R. S. Gimnástica de Torrelavega |  |  |

| Vuelta; 29 de enero de 1967 | R. S. Gimnástica de Torrelavega | 1:0 (Global 1:0) | C. D. Condal |  |  |

| Ida; 23 de octubre de 1966 | C. D. Logroñés | 0:4 | Real Betis Balompié |  |  |

| Vuelta; 29 de enero de 1967 | Real Betis Balompié | 3:0 (Global 7:0) | C. D. Logroñés |  |  |

| Ida; 23 de octubre de 1966 | C. D. Tenerife | 2:0 | Real Murcia C. F. |  |  |

| Vuelta; 29 de enero de 1967 | Real Murcia C. F. | 2:2 (Global 2:4) | C. D. Tenerife |  |  |

| Ida; 23 de octubre de 1966 | C. D. Constancia | 2:1 | Real Oviedo C. F. |  |  |

| Vuelta; 29 de enero de 1967 | Real Oviedo C. F. | 1:0 | C. D. Constancia |  |  |

| Desempate; 22 de febrero de 1967 | C. D. Constancia | 1:0 (Global 3:2) | Real Oviedo C. F. |  |  |

| Ida; 23 de octubre de 1966 | Real Sociedad de F. | 1:1 | Algeciras C. F. |  |  |

| Vuelta; 29 de enero de 1967 | Algeciras C. F. | 0:1 (Global 1:2) | Real Sociedad de F. |  |  |

| Ida; 23 de octubre de 1966 | C. D. Málaga | 1:0 | R. C. Celta de Vigo |  |  |

| Vuelta; 29 de enero de 1967 | R. C. Celta de Vigo | 0:0 (Global 0:1) | C. D. Málaga |  |  |

| Ida; 23 de octubre de 1966 | Real Santander S. D. | 1:0 | R. C. D. Mallorca |  |  |

| Vuelta; 29 de enero de 1967 | R. C. D. Mallorca | 3:2 | Real Santander S. D. |  |  |

| Desempate; 08 de marzo de 1967 | Real Santander S. D. | 2:3 (Global 5:6) | R. C. D. Mallorca |  |  |

| Ida; 23 de octubre de 1966 | U. P. Langreo | 0:1 | C. D. Castellón |  |  |

| Vuelta; 29 de enero de 1967 | C. D. Castellón | 4:0 (Global 5:0) | U. P. Langreo |  |  |

| Ida; 23 de octubre de 1966 | R. C. Recreativo de Huelva | 2:2 | A. D. Rayo Vallecano |  |  |

| Vuelta; 29 de enero de 1967 | A. D. Rayo Vallecano | 1:3 (Global 3:5) | R. C. Recreativo de Huelva |  |  |

| Ida; 23 de octubre de 1966 | Real Gijón | 5:3 | Levante U. D. |  |  |

| Vuelta; 29 de enero de 1967 | Levante U. D. | 3:0 (Global 6:5) | Real Gijón |  |  |

| Ida; 23 de octubre de 1966 | C. D. Europa | 2:0 | Club Ferrol |  |  |

| Vuelta; 29 de enero de 1967 | Club Ferrol | 1:0 (Global 1:2) | C. D. Europa |  |  |

## Dieciseisavos de final

### Cuadro
| Equipo 1                        | Agr. | Equipo 2                   | Ida | Vuelta | 3er partido |
| ------------------------------- | ---- | -------------------------- | --- | ------ | ----------- |
| C. D. Mestalla                  | 5-6  | Granada C. F.              | 3-1 | 0-2    | 2-3         |
| C. Atlético de Madrid           | 6-2  | R. C. D. Mallorca          | 5-0 | 1-2    |             |
| C. Atlético de Ceuta            | 4-7  | Córdoba C. F.              | 4-2 | 0-5    |             |
| C. Atlético de Bilbao           | 4-0  | R. C. Recreativo de Huelva | 3-0 | 1-0    |             |
| C. D. Constancia                | 3-7  | U. D. Las Palmas           | 3-2 | 0-5    |             |
| R. C. D. Coruña                 | 6-3  | U. D. Lérida               | 2-2 | 0-0    | 4-1         |
| C. D. Europa                    | 3-1  | Real Zaragoza C. D.        | 0-1 | 1-0    | 2-0         |
| R. S. Gimnástica de Torrelavega | 2-3  | Real Madrid C. F.          | 2-2 | 0-1    |             |
| C. D. Castellón                 | 0-2  | Pontevedra C. F.           | 0-1 | 0-1    |             |
| C. D. Tenerife                  | 4-8  | Sevilla C. F.              | 2-2 | 2-6    |             |
| Real Betis Balompié             | 6-3  | R. C. D. Español           | 3-0 | 3-3    |             |
| Hércules C. F.                  | 4-1  | Levante U. D.              | 3-0 | 1-1    |             |
| C. Atlético Osasuna             | 2-3  | Elche C. F.                | 2-0 | 0-3    |             |
| Real Sociedad de F.             | 1-5  | C. D. Sabadell C. F.       | 0-2 | 1-3    |             |
| C. F. Barcelona                 | 3-1  | C. D. Málaga               | 1-0 | 2-1    |             |
| Cádiz C. F.                     | 1-8  | Valencia C. F.             | 1-2 | 0-6    |             |

### Partidos
| Ida; 29 de abril de 1967 | C. D. Mestalla | 3:1 | Granada C. F. |  |  |

| Vuelta; 07 de mayo de 1967 | Granada C. F. | 2:0 | C. D. Mestalla |  |  |

| Desempate; 09 de mayo de 1967 | C. D. Mestalla | 2:3 (Global 5:6) | Granada C. F. |  |  |

| Ida; 30 de abril de 1967 | C. Atlético de Madrid | 5:0 | R. C. D. Mallorca |  |  |

| Vuelta; 07 de mayo de 1967 | R. C. D. Mallorca | 2:1 (Global 2:6) | C. Atlético de Madrid |  |  |

| Ida; 30 de abril de 1967 | C. Atlético de Ceuta | 4:2 | Córdoba C. F. |  |  |

| Vuelta; 07 de mayo de 1967 | Córdoba C. F. | 5:0 (Global 7:4) | C. Atlético de Ceuta |  |  |

| Ida; 30 de abril de 1967 | C. Atlético de Bilbao | 3:0 | R. C. Recreativo de Huelva |  |  |

| Vuelta; 07 de mayo de 1967 | R. C. Recreativo de Huelva | 0:1 (Global 0:4) | C. Atlético de Bilbao |  |  |

| Ida; 30 de abril de 1967 | C. D. Constancia | 3:2 | U. D. Las Palmas |  |  |

| Vuelta; 07 de mayo de 1967 | U. D. Las Palmas | 5:0 (Global 7:3) | C. D. Constancia |  |  |

| Ida; 30 de abril de 1967 | R. C. D. Coruña | 2:2 | U. D. Lérida |  |  |

| Vuelta; 07 de mayo de 1967 | U. D. Lérida | 0:0 | R. C. D. Coruña |  |  |

| Desempate; 09 de mayo de 1967 | R. C. D. Coruña | 4:1 (Global 6:3) | U. D. Lérida |  |  |

| Ida; 30 de abril de 1967 | C. D. Europa | 0:1 | Real Zaragoza C. D. |  |  |

| Vuelta; 07 de mayo de 1967 | Real Zaragoza C. D. | 0:1 | C. D. Europa |  |  |

| Desempate; 09 de mayo de 1967 | C. D. Europa | 2:0 (Global 3:1) | Real Zaragoza C. D. |  |  |

| Ida; 30 de abril de 1967 | R. S. Gimnástica de Torrelavega | 2:2 | Real Madrid C. F. |  |  |

| Vuelta; 07 de mayo de 1967 | Real Madrid C. F. | 1:0 (Global 3:2) | R. S. Gimnástica de Torrelavega |  |  |

| Ida; 30 de abril de 1967 | C. D. Castellón | 0:1 | Pontevedra C. F. |  |  |

| Vuelta; 07 de mayo de 1967 | Pontevedra C. F. | 1:0 (Global 2:0) | C. D. Castellón |  |  |

| Ida; 30 de abril de 1967 | C. D. Tenerife | 2:2 | Sevilla C. F. |  |  |

| Vuelta; 07 de mayo de 1967 | Sevilla C. F. | 6:2 (Global 8:4) | C. D. Tenerife |  |  |

| Ida; 30 de abril de 1967 | Real Betis Balompié | 3:0 | R. C. D. Español |  |  |

| Vuelta; 07 de mayo de 1967 | R. C. D. Español | 3:3 (Global 3:6) | Real Betis Balompié |  |  |

| Ida; 30 de abril de 1967 | Hércules C. F. | 3:0 | Levante U. D. |  |  |

| Vuelta; 07 de mayo de 1967 | Levante U. D. | 1:1 (Global 1:4) | Hércules C. F. |  |  |

| Ida; 30 de abril de 1967 | C. Atlético Osasuna | 2:0 | Elche C. F. |  |  |

| Vuelta; 07 de mayo de 1967 | Elche C. F. | 3:0 (Global 3:2) | C. Atlético Osasuna |  |  |

| Ida; 30 de abril de 1967 | Real Sociedad de F. | 0:2 | C. D. Sabadell C. F. |  |  |

| Vuelta; 07 de mayo de 1967 | C. D. Sabadell C. F. | 3:1 (Global 5:1) | Real Sociedad de F. |  |  |

| Ida; 01 de mayo de 1967 | C. F. Barcelona | 1:0 | C. D. Málaga |  |  |

| Vuelta; 07 de mayo de 1967 | C. D. Málaga | 1:2 (Global 1:3) | C. F. Barcelona |  |  |

| Ida; 01 de mayo de 1967 | Cádiz C. F. | 1:2 | Valencia C. F. |  |  |

| Vuelta; 06 de mayo de 1967 | Valencia C. F. | 6:0 (Global 8:1) | Cádiz C. F. |  |  |

## Octavos de final

### Cuadro
| Equipo 1              | Agr. | Equipo 2          | Ida | Vuelta | 3er partido |
| --------------------- | ---- | ----------------- | --- | ------ | ----------- |
| C. Atlético de Bilbao | 3-1  | U. D. Las Palmas  | 3-0 | 0-1    |             |
| Real Betis Balompié   | 2-4  | Valencia C. F.    | 2-1 | 0-3    |             |
| Pontevedra C. F.      | 3-2  | Hércules C. F.    | 3-1 | 0-1    |             |
| C. D. Europa          | 1-5  | Córdoba C. F.     | 1-1 | 0-4    |             |
| Elche C. F.           | 3-0  | Sevilla C. F.     | 2-0 | 1-0    |             |
| C. Atlético de Madrid | 4-0  | C. F. Barcelona   | 2-0 | 2-0    |             |
| C. D. Sabadell C. F.  | 2-3  | Granada C. F.     | 1-1 | 1-1    | 0-1         |
| R. C. D. Coruña       | 4-5  | Real Madrid C. F. | 3-2 | 1-3    |             |

### Partidos
| Ida; 13 de mayo de 1967 | C. Atlético de Bilbao | 3:0 | U. D. Las Palmas |  |  |

| Vuelta; 21 de mayo de 1967 | U. D. Las Palmas | 1:0 (Global 1:3) | C. Atlético de Bilbao |  |  |

| Ida; 14 de mayo de 1967 | Real Betis Balompié | 2:1 | Valencia C. F. |  |  |

| Vuelta; 20 de mayo de 1967 | Valencia C. F. | 3:0 (Global 4:2) | Real Betis Balompié |  |  |

| Ida; 14 de mayo de 1967 | Pontevedra C. F. | 3:1 | Hércules C. F. |  |  |

| Vuelta; 21 de mayo de 1967 | Hércules C. F. | 1:0 (Global 2:3) | Pontevedra C. F. |  |  |

| Ida; 14 de mayo de 1967 | C. D. Europa | 1:1 | Córdoba C. F. |  |  |

| Vuelta; 21 de mayo de 1967 | Córdoba C. F. | 4:0 (Global 5:1) | C. D. Europa |  |  |

| Ida; 14 de mayo de 1967 | Elche C. F. | 2:0 | Sevilla C. F. |  |  |

| Vuelta; 21 de mayo de 1967 | Sevilla C. F. | 0:1 (Global 0:3) | Elche C. F. |  |  |

| Ida; 14 de mayo de 1967 | C. Atlético de Madrid | 2:0 | C. F. Barcelona |  |  |

| Vuelta; 21 de mayo de 1967 | C. F. Barcelona | 0:2 (Global 0:4) | C. Atlético de Madrid |  |  |

| Ida; 14 de mayo de 1967 | C. D. Sabadell C. F. | 1:1 | Granada C. F. |  |  |

| Vuelta; 21 de mayo de 1967 | Granada C. F. | 1:1 | C. D. Sabadell C. F. |  |  |

| Desempate; 23 de mayo de 1967 | C. D. Sabadell C. F. | 0:1 (Global 2:3) | Granada C. F. |  |  |

| Ida; 14 de mayo de 1967 | R. C. D. Coruña | 3:2 | Real Madrid C. F. |  |  |

| Vuelta; 21 de mayo de 1967 | Real Madrid C. F. | 3:1 (Global 5:4) | R. C. D. Coruña |  |  |

## Cuartos de final

### Cuadro
| Equipo 1              | Agr. | Equipo 2              | Ida | Vuelta | 3er partido |
| --------------------- | ---- | --------------------- | --- | ------ | ----------- |
| Granada C. F.         | 1-6  | Elche C. F.           | 1-1 | 0-5    |             |
| C. Atlético de Madrid | 1-3  | C. Atlético de Bilbao | 0-2 | 1-1    |             |
| Pontevedra C. F.      | 2-3  | Córdoba C. F.         | 1-1 | 1-1    | 0-1         |
| Valencia C. F.        | 3-1  | Real Madrid C. F.     | 2-1 | 1-0    |             |

### Partidos
| Ida; 03 de junio de 1967 | Granada C. F. | 1:1 | Elche C. F. |  |  |

| Vuelta; 11 de junio de 1967 | Elche C. F. | 5:0 (Global 6:1) | Granada C. F. |  |  |

| Ida; 04 de junio de 1967 | C. Atlético de Madrid | 0:2 | C. Atlético de Bilbao |  |  |

| Vuelta; 11 de junio de 1967 | C. Atlético de Bilbao | 1:1 (Global 3:1) | C. Atlético de Madrid |  |  |

| Ida; 04 de junio de 1967 | Pontevedra C. F. | 1:1 | Córdoba C. F. |  |  |

| Vuelta; 11 de junio de 1967 | Córdoba C. F. | 1:1 | Pontevedra C. F. |  |  |

| Desempate; 13 de junio de 1967 | Pontevedra C. F. | 0:1 (Global 2:3) | Córdoba C. F. |  |  |

| Ida; 04 de junio de 1967 | Valencia C. F. | 2:1 | Real Madrid C. F. |  |  |

| Vuelta; 11 de junio de 1967 | Real Madrid C. F. | 0:1 (Global 1:3) | Valencia C. F. |  |  |

## Semifinales

### Cuadro
| Equipo 1      | Agr. | Equipo 2              | Ida | Vuelta |
| ------------- | ---- | --------------------- | --- | ------ |
| Córdoba C. F. | 0-3  | C. Atlético de Bilbao | 0-1 | 0-2    |
| Elche C. F.   | 2-3  | Valencia C. F.        | 2-1 | 0-2    |

### Partidos
| Ida; 18 de junio de 1967 | Córdoba C. F. | 0:1 | C. Atlético de Bilbao |  |  |

| Vuelta; 24 de junio de 1967 | C. Atlético de Bilbao | 2:0 (Global 3:0) | Córdoba C. F. |  |  |

| Ida; 18 de junio de 1967 | Elche C. F. | 2:1 | Valencia C. F. |  |  |

| Vuelta; 24 de junio de 1967 | Valencia C. F. | 2:0 (Global 3:2) | Elche C. F. |  |  |

## Final
| 1  | POR | Abelardo González |  |
| 2  | DEF | Juan Cruz Sol     |  |
| 3  | DEF | Manuel Mestre     |  |
| 4  | DEF | Tatono            |  |
| 5  | DEF | Paquito           |  |
| 6  | MED | Roberto Gil       |  |
| 7  | MED | Manuel Polinario  |  |
| 8  | MED | Vicente Guillot   |  |
| 9  | MED | Waldo Machado     |  |
| 10 | DEL | José Claramunt    |  |
| 11 | DEL | Vicente Jara      |  |

| 1  | POR | José Ángel Iribar            |  |
| 2  | DEF | José María Orúe              |  |
| 3  | DEF | Luis María Echeberría        |  |
| 4  | DEF | Jesús Aranguren              |  |
| 5  | DEF | Luís María Zugazaga          |  |
| 6  | MED | José Ramón Martínez Larrauri |  |
| 7  | MED | Iñaki Sáez                   |  |
| 8  | MED | José María Argoitia          |  |
| 9  | MED | Antón Arieta                 |  |
| 10 | DEL | Fidel Uriarte                |  |
| 11 | DEL | Chechu Rojo                  |  |

| 45' · 55' | Vicente Jara Paquito | 1:0 2:0 |

| 63' | José María Argoitia | 2:1 |

| Principal | Agustín Gaínza |

| 1  | POR | Abelardo González |  |
| 2  | DEF | Juan Cruz Sol     |  |
| 3  | DEF | Manuel Mestre     |  |
| 4  | DEF | Tatono            |  |
| 5  | DEF | Paquito           |  |
| 6  | MED | Roberto Gil       |  |
| 7  | MED | Manuel Polinario  |  |
| 8  | MED | Vicente Guillot   |  |
| 9  | MED | Waldo Machado     |  |
| 10 | DEL | José Claramunt    |  |
| 11 | DEL | Vicente Jara      |  |

| 1  | POR | José Ángel Iribar            |  |
| 2  | DEF | José María Orúe              |  |
| 3  | DEF | Luis María Echeberría        |  |
| 4  | DEF | Jesús Aranguren              |  |
| 5  | DEF | Luís María Zugazaga          |  |
| 6  | MED | José Ramón Martínez Larrauri |  |
| 7  | MED | Iñaki Sáez                   |  |
| 8  | MED | José María Argoitia          |  |
| 9  | MED | Antón Arieta                 |  |
| 10 | DEL | Fidel Uriarte                |  |
| 11 | DEL | Chechu Rojo                  |  |

| 45' · 55' | Vicente Jara Paquito | 1:0 2:0 |

| 63' | José María Argoitia | 2:1 |

| Principal | Agustín Gaínza |

| 1  | POR | Abelardo González |  |
| 2  | DEF | Juan Cruz Sol     |  |
| 3  | DEF | Manuel Mestre     |  |
| 4  | DEF | Tatono            |  |
| 5  | DEF | Paquito           |  |
| 6  | MED | Roberto Gil       |  |
| 7  | MED | Manuel Polinario  |  |
| 8  | MED | Vicente Guillot   |  |
| 9  | MED | Waldo Machado     |  |
| 10 | DEL | José Claramunt    |  |
| 11 | DEL | Vicente Jara      |  |

| 1  | POR | José Ángel Iribar            |  |
| 2  | DEF | José María Orúe              |  |
| 3  | DEF | Luis María Echeberría        |  |
| 4  | DEF | Jesús Aranguren              |  |
| 5  | DEF | Luís María Zugazaga          |  |
| 6  | MED | José Ramón Martínez Larrauri |  |
| 7  | MED | Iñaki Sáez                   |  |
| 8  | MED | José María Argoitia          |  |
| 9  | MED | Antón Arieta                 |  |
| 10 | DEL | Fidel Uriarte                |  |
| 11 | DEL | Chechu Rojo                  |  |

| 45' · 55' | Vicente Jara Paquito | 1:0 2:0 |

| 63' | José María Argoitia | 2:1 |

| Principal | Agustín Gaínza |

| 1  | POR | Abelardo González |  |
| 2  | DEF | Juan Cruz Sol     |  |
| 3  | DEF | Manuel Mestre     |  |
| 4  | DEF | Tatono            |  |
| 5  | DEF | Paquito           |  |
| 6  | MED | Roberto Gil       |  |
| 7  | MED | Manuel Polinario  |  |
| 8  | MED | Vicente Guillot   |  |
| 9  | MED | Waldo Machado     |  |
| 10 | DEL | José Claramunt    |  |
| 11 | DEL | Vicente Jara      |  |

| 1  | POR | José Ángel Iribar            |  |
| 2  | DEF | José María Orúe              |  |
| 3  | DEF | Luis María Echeberría        |  |
| 4  | DEF | Jesús Aranguren              |  |
| 5  | DEF | Luís María Zugazaga          |  |
| 6  | MED | José Ramón Martínez Larrauri |  |
| 7  | MED | Iñaki Sáez                   |  |
| 8  | MED | José María Argoitia          |  |
| 9  | MED | Antón Arieta                 |  |
| 10 | DEL | Fidel Uriarte                |  |
| 11 | DEL | Chechu Rojo                  |  |

| 45' · 55' | Vicente Jara Paquito | 1:0 2:0 |

| 63' | José María Argoitia | 2:1 |

| Principal | Agustín Gaínza |

|                                   |
| Campeón Valencia C. F. 4.° título |